# Wolna Wszechnica Polska
Wolna Wszechnica Polska – prywatna uczelnia utworzona w 1916 roku w Warszawie. Placówka powstała z działającej od 1905 r. w Warszawie uczelni prywatnej Towarzystwa Kursów Naukowych. Szkoła formalnie prowadziła działalność naukowo-dydaktyczną w latach 1916–1952. Z jej oddziału zamiejscowego w Łodzi po II wojnie światowej powstał Uniwersytet Łódzki.

## Powstanie uczelni i pierwszy okres działania (1916–1919)
W związku z odbudową bądź powstaniem na nowo w latach 1915–1916 Politechniki Warszawskiej i Uniwersytetu Warszawskiego, a zarazem przekazaniem na ich rzecz części swej kadry nauczającej i naukowej działające od 1905 Towarzystwo Kursów Naukowych zaczęło przekształcać się w nową uczelnię – Wolną Wszechnicę Polską (WWP). Zmieniając nazwę utrzymywano do 1919 istnienie TKN jako stowarzyszenia. W skład Zarządu TKN wchodzili: prezes Piotr Drzewiecki (1916–1919), wiceprezes Stanisław Kontkiewicz (1916–1918), potem Edmund Jankowski (1918–1919), sekretarz Seweryn Smolikowski (1916–1918) potem Ryszard Błędowski (1918–1919), skarbnik Jan Sosnowski (1916–1918) potem Stefan Benzeff (1918–1919) oraz pięciu członków: w latach 1916–1918 Feliks Ochimowski, Konrad Olchowicz, Stanisław Orłowski, Ignacy Radziszewski, Henryk Czopowski, oraz potem w latach 1918–1919 Stanisław Kalinowski, Stanisław Kontkiewicz, Stanisław Glixelli, Stanisław Słoński, Wincenty Trojanowski. Gremium to zajmowało się przede wszystkimi kwestiami organizacyjnymi i finansowymi.
Sprawami naukowymi i dydaktycznymi kierował rektor wraz z Senatem WWP. W tym czasie funkcję rektora pełnili: Alfred Sokołowski (1916–1918) i Ludwik Krzywicki (1918–1919), Prorektorami byli Ludwik Krzywicki (1917–1918) i Ignacy Matuszewski (1918–1919) zaś sekretarzami Senatu: Ksawery Gnoiński (1916–1917), Wacław Radecki (1917–1918) i Ryszard Błędowski (1918–1919). W tym okresie członkami Senatu WWP byli: Kazimierz Białaszewicz (1918–1919), Jerzy Brunner (1918–1919), Jan Czaplicki (1917–1918), Henryk Czopowski (1916–1917), Stanisław Glixelli (1918–1919), Włodzimierz Gorjaczkowski (1918–1919), Piotr Hoser (1916–1919), Władysław Mieczysław Kozłowski (1918–1919), Stanisław Łukasiewicz (1917–1919), Aleksander Mogilnicki (1918–1919), Henryk Mościcki (1918–1919), Feliks Ochimowski (1916–1919), Stanisław Orłowski (1917–1918), Emil Stanisław Rappaport (1918–1919). Bronisław Rydzewski (1916–1917, 1918–1919), Stanisław Słoński (1918–1919), Kazimierz Stołyhwo (1916–1917), Wincenty Trojanowski (1918–1919), Ludwik Szperl (1917–1918), Wacław Werner (1917–1918).
Początkowo w latach 1916–1917 WWP tworzyły 4 Wydziały: Przyrodniczy, Humanistyczny, Techniczny i Matematyczno Przyrodniczy oraz Wyższa Szkoła Ogrodnicza. W roku akademickim 1917/1918 przybył Wydział Leśny, zaś w 1918/1919 Wydział Nauk Politycznych i Społecznych oraz Instytut Pedagogiczny. Przy szkole działały biblioteki: humanistyczna (2 780 książek), przyrodnicza (489), techniczna (370) i ogrodnicza (960). Podobnie jak jej poprzedniczka – TKN nie miała własnej siedziby – na zajęcia i wykłady wynajmowano więc sale m.in. w Szkole Wawelberga i Rotwanda, Muzeum Pedagogicznego, Szkoły im. Staszica i szkoły Żuchowskiego.
| rok akademicki | liczba wykładowców | liczba wykładowców | liczba wykładowców | liczba wykładowców | liczba wykładowców | liczba wykładowców | liczba wykładowców | liczba wykładowców | liczba studentów | liczba studentów | liczba studentów | liczba studentów | liczba studentów | liczba studentów | liczba studentów | liczba studentów | liczba studentów | liczba studentów | liczba studentów | liczba studentów | liczba studentów | liczba studentów | liczba studentów | liczba studentów | liczba studentów | liczba studentów | liczba studentów | liczba studentów | liczba studentów | liczba studentów |
| rok akademicki | WWP ogółem         | WP                 | WH                 | WNPiS              | WT                 | WF-M               | IP                 | WSO                | WWP ogółem       | WP               | WP               | WP               | WH               | WH               | WH               | WNPiS            | WNPiS            | WNPiS            | WT               | WT               | WT               | WF-M             | WF-M             | WF-M             | IP               | IP               | IP               | WSO              | WSO              | WSO              |
| rok akademicki | WWP ogółem         | WP                 | WH                 | WNPiS              | WT                 | WF-M               | IP                 | WSO                |                  | o                | m                | k                | o                | m                | k                | o                | m                | k                | o                | m                | k                | o                | m                | k                | o                | m                | k                | o                | m                | k                |
| -------------- | ------------------ | ------------------ | ------------------ | ------------------ | ------------------ | ------------------ | ------------------ | ------------------ | ---------------- | ---------------- | ---------------- | ---------------- | ---------------- | ---------------- | ---------------- | ---------------- | ---------------- | ---------------- | ---------------- | ---------------- | ---------------- | ---------------- | ---------------- | ---------------- | ---------------- | ---------------- | ---------------- | ---------------- | ---------------- | ---------------- |
| 1916/1917      | 178                | bd                 | bd                 | x                  | 38                 | 8                  | bd                 | bd                 | 2428             | 170              | 48               | 122              | 1194             | 160              | 1034             | x                | x                | x                | 284              | bd               | bd               | 36               | 18               | 18               | 476              | 169              | 307              | 134              | 39               | 95               |
| 1917/1918      | 205                | bd                 | bd                 | x                  | 29                 | 12                 | bd                 | bd                 | 1881             | 148              | 33               | 115              | 708              | 89               | 619              | x                | x                | x                | 184              | bd               | bd               | 38               | 19               | 19               | 371              | 103              | 268              | 169              | 38               | 131              |
| 1918/1919      | 192                | 45                 | 54                 | 25                 | 37                 | x                  | 32                 | 15                 | 2122             | 145              | 28               | 117              | 281              | 19               | 262              | 135              | 102              | 33               | 398              | bd               | bd               | x                | x                | x                | 360              | 79               | 281              | 237              | 37               | 200              |

WP – Wydział Przyrodniczy, WH – Wydział Humanistyczny, WNPiS – Wydział Nauk Politycznych i Społecznych, WT – Wydział Techniczny, WF-M – Wydział Fizyczno-Matematyczny, IP – Instytut Pedagogiczny, WSO – Wyższa Szkoła Ogrodnicza. o – ogółem, m – mężczyzn, k – kobiet, x – nie prowadzono zajęć, bd - brak danych. Nie wykazano danych dla wszystkich jednostek WWP.

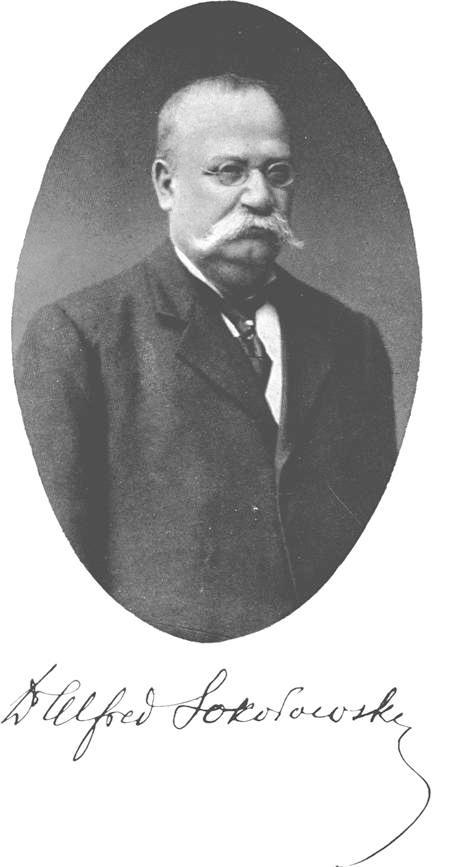
Alfred Sokołowski – Rektor WWP w latach 1916–1918

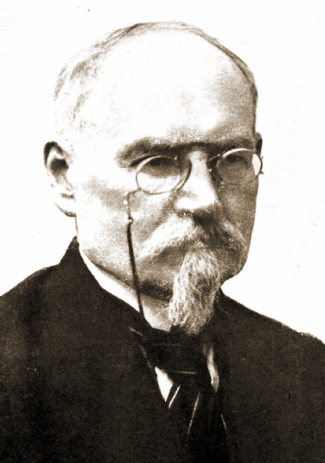
Ludwik Krzywicki – Rektor WWP w latach 1918–1919

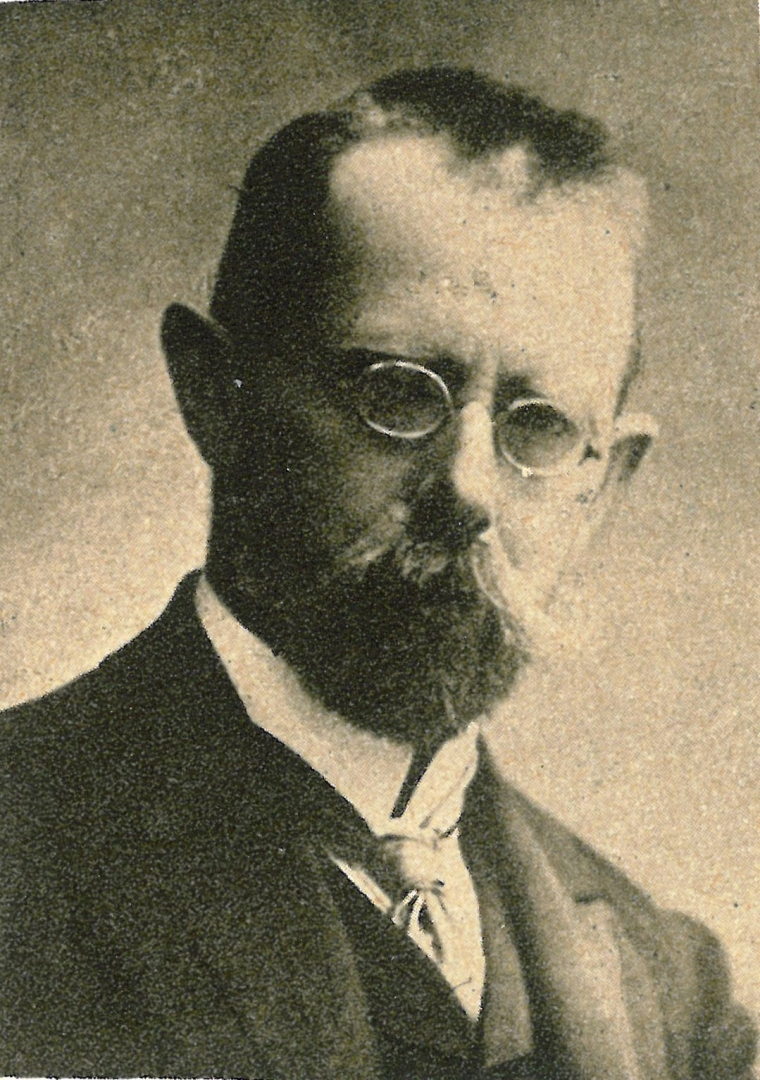
Stanisław Kalinowski – Rektor WWP w latach 1919–1924

## Działalność w II Rzeczypospolitej
Celem WWP miało być krzewienie i rozpowszechnianie wiedzy we wszystkich jej dziedzinach. Jak pisał w 1923 r. jej wykładowca filozof Ignacy Myślicki Wolna Wszechnica Polska jest w pełni samorządna. A ten jej samorząd jest zupełnie republikański. Najwyższą władzą jest Rada Naukowa Ogólna, złożona z wykładających i rzecz niezwyczajna – przedstawicieli słuchaczów. Wszystkie inne władze powstają w swym składzie z wyborów, mianowicie Rektorat, Zarząd, Dziekanaty, Rady Wydziałów i t. d. Jak w rzeczypospolitej, jak w każdym zresztą ustroju samorządnym, występują rozmaite zdania i siły kształtujące i często ostro ścierają się ze sobą. Wyniki muszą być oczywiście kompromisowe, eklektyczne, może nawet i nieco chaotyczne. Wolna Wszechnica Polska miała cztery wydziały: Matematyczno-Przyrodniczy, Humanistyczny, Nauk Politycznych i Społecznych oraz Pedagogiczny. Od 1919 roku w ramach Wolnej Wszechnicy Polskiej działało Collegium Publicum prowadzące ogólnodostępne wykłady niedzielne. W skład Wszechnicy wchodziły także: Studium Pracy Społeczno-Oświatowej (od 1925), Studium Skarbowo-Finansowe (od 1926), Studium Administracji Komunalnej (od 1926) i Studium Migracyjno-Kolonialne (od 1936). Ten rozwój uczelni postępował równolegle wraz ze staraniami jej władz i studentów o nadanie jej absolwentem praw analogicznych do przysługujących uczelniom państwowym. Szło to dosyć opornie, dopiero w 1929 roku została ustawą sejmową zaliczona do szkół wyższych. Nadawane od tej pory przez Wolną Wszechnicę Polską dyplomy ukończenia studiów i tytuły naukowe były równoważne z uniwersyteckimi. 11 października 1935 minister wyznań religijnych i oświecenia publicznego Wacław Jędrzejewicz zatwierdził Statut Wolnej Wszechnicy Polskiej w Warszawie, zgodnie z którym była ona prywatną szkołą akademicką. Dotychczasowy Wydział Nauk Politycznych i Społecznych otrzymał nazwę Wydziału Prawa i Nauk Ekonomiczno-Społecznych, a Studium Pracy Społeczno-Oświatowej weszło, jako Sekcja Społeczno-Oświatowa w skład Wydziału Pedagogicznego. W 1937 potwierdzono prawo uczelni do nadawania stopni magisterskich. Uczelnia specjalizowała się głównie w naukach społecznych. Była również znana jako jednostka dokształcająca organizatorów życia kulturalnego, oświatowego i gospodarczego kraju, w szczególności nauczycieli. Spośród uczelni polskich wyróżniała się dużym odsetkiem studentek (prawie 75% w roku akademickim 1919/20, ze spadkiem do 40% w roku 1928). Około ⅓ stanowili Żydzi. Uczelnia miała opinię lewicowej. W odróżnieniu od innych warszawskich uczelni nie dochodziło na niej do antysemickich ekscesów i nie wprowadzono tam getta ławkowego.
W latach 1919–1939 placówka zatrudniała 70-80 naukowców z tytułem profesora, 30-40 docentów, 35-40 asystentów i 5-8 lektorów. W roku akademickim 1938/39 kształciło się we Wszechnicy około 3000 studentów. Początkowo szkoła mieściła się w budynku Towarzystwa Kursów Naukowych przy ul. Śniadeckich 8, od roku 1929 przeniosła się do nowo wybudowanego gmachu przy ul. Opaczewskiej 2a (obecnie ul. Banacha 2) zaprojektowanego przez Pawła Wędziagolskiego. Wzniesiono także trzy kamienice z mieszkaniami dla pracowników Wszechnicy przy ul. Grójeckiej 40a, 41 i 43. Współcześnie gmach Wszechnicy jest użytkowany przez Siły Zbrojne Rzeczypospolitej Polskiej (m.in. Wojskowe Centrum Edukacji Obywatelskiej) i Uniwersytet Warszawski (m.in. Wydział Matematyki, Informatyki i Mechaniki).
W 1928 r. powstał w Łodzi oddział WWP jako pierwsza w tym mieście szkoła wyższa. W kwestii tej współdziałano z Magistratem m. Łodzi, który wraz z rektorem Teodorem Viewegerem ustalił sprawy natury organizacyjnej i finansowej całego zamierzenia. Z informacji prasowych wynika, że łódzka Wszechnica początkowo oferowała naukę na trzech wydziałach – humanistycznym (polonistyka, historia, filozofia), nauk politycznych i społecznych (prawo, ekonomia) oraz pedagogicznym. Wkrótce dołączył do nich wydział matematyczno-przyrodniczy. Dodatkowo prowadziła Studium Handlowe, głównie przeznaczone dla księgowych. We wczesnych planach było powołanie Studium Kultury Polskiej, a pod koniec lat 30. zmierzano do uruchomienia Wydziału Chemicznego i magisterskich studiów handlowych. Spora część kadry uczelni w liczbie bliskiej 50, profesorów pochodząca z Warszawy, uzupełniana była miejscowym potencjałem naukowym, Zdecydowana większość słuchaczy w łódzkiej filii, bo aż 88% stanowili mieszkańcy Łodzi, reszta wywodziła się z pobliskich okolic. W pierwszym roku funkcjonowania do WWP w Łodzi zapisanych było ponad 250 słuchaczy, rok później w zajęciach uczestniczyło 345 osób, a w 1932 – przeszło 400. Stosunkowo nieduża ich liczba w porównaniu do stanu studentów uczelni państwowych, wynikała z relatywnie wysokiego czesnego, które wynosiło w początkowych latach nauki w roku akademickim 1928/1929 – 260, a w następnym już 320 zł za rok, zaś w V i VI semestrze studiów wzrastało do 360 zł. W 1932 r. poinformowano, że średnio za rok nauki trzeba zapłacić około 320 zł, a trzy lata później w granicach 280 zł.. Nie posiadając własnego lokalu, łódzka uczelnia wynajmowała pomieszczenia dydaktyczne w budynku szkoły powszechnej przy ul. Dr. Seweryna Sterlinga 24 i w Państwowej Szkole Techniczno-Przemysłowej przy ul Żeromskiego 115.
Wszechnica zatrudniała wielu wybitnych uczonych. Do jej kadry należeli m.in. Włodzimierz Antoniewicz, Józef Chałasiński, Witold Doroszewski, Natalia Gąsiorowska, Henryk Grossmann, Ludwik Hirszfeld, Józefa Joteyko, Ludwik Krzywicki, Józef Litwin, Helena Radlińska, Bogdan Suchodolski, Ludwik Wertenstein, Edward Szturm de Sztrem, Teodor Vieweger, Marian Grotowski, Janusz Korczak, Stefan Rudniański, Leon Hufnagel, Kazimierz Chodynicki, Maria Skalińska i Adam Zieleńczyk.

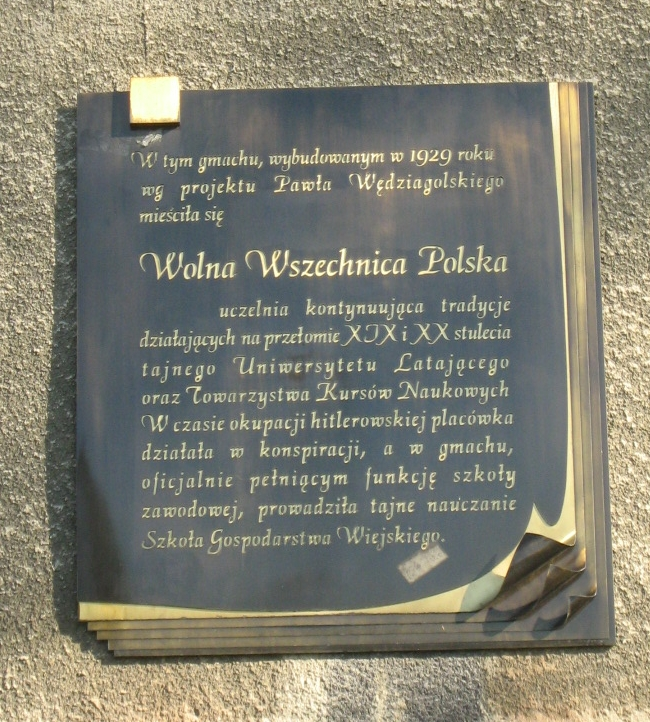
Tablica pamiątkowa na gmachu szkoły przy ul. Banacha 2 w Warszawie

9 września 1939 roku, w czasie obrony Warszawy budynek uczelni został opanowany przez Niemców.

## Ostatni okres istnienia
Uczelnia prowadziła tajne nauczanie w czasie okupacji niemieckiej. W styczniu 1942 г. rozpoczęto działalność wykładową w Warszawie. W odróżnieniu od innych placówek tajnego nauczania, nastawionych na obsługę młodzieży warszawskiej, Wolna Wszechnica Polska skupiła swoje wysiłki na słuchaczach dojeżdżających do Warszawy i rekrutujących się w dużej mierze z młodzieży chłopskiej. Wymagało to zastosowania innej metody pracy. Tak więc raz na miesiąc słuchacze zjeżdżali do Warszawy na przeciąg jednego tygodnia. W tym czasie skupiano zajęcia całego miesiąca. Działalność WWP została wznowiona w 1945 r. w Łodzi. Dawni wykładowcy na czele z Teodorem Viewegerem, wraz ze znaczną częścią dawnych słuchaczy przystąpili do wznowienia działalności pod nową nazwą: Państwowy Uniwersytet w Łodzi – Wolna Wszechnica Polska. Podjęto wówczas starania o przekształcenie WWP w uczelnię państwową. Tą drogą zamierzano połączyć dorobek okresu przedwojennego z tworzonym wówczas programem rozbudowy szkolnictwa wyższego w Polsce. Po śmierci rektora Viewegera w wypadku samochodowym w maju 1945 zaniechano tej koncepcji. W 1953 r. uczelnia uległa formalnej likwidacji, a jej majątek oraz kadrę pedagogiczną przejął Uniwersytet Łódzki. Jako kontynuator tradycji Wszechnicy występuje Towarzystwo Wolnej Wszechnicy Polskiej.

## Rektorzy
- Alfred Sokołowski 1916–1918
- Ludwik Krzywicki 1918–1919
- Stanisław Kalinowski 1919–1924
- Teodor Vieweger 1925–1939